# Elena Kömmling
Elena Kömmling (* 1. Januar 2000) ist eine deutsche Volleyballspielerin.

## Karriere
Elena Kömmling spielte seit 2010 Volleyball beim VC Olympia Dresden und gehörte ab der Saison 2014/15 zum Zweitliga-Team. In den Spielzeiten 2016/17 und 2017/18 spielte sie mit einem Zweitspielrecht auch beim Bundesligisten Dresdner SC. Die Außenangreiferin hatte auch Einsätze in der Jugend- und Juniorinnen-Nationalmannschaft Deutschlands, verpasste aber wegen einer Verletzung die U18-Europa- und Weltmeisterschaft. Mit dem Dresdner SC gewann sie die Deutsche U18- und U20-Meisterschaft (2016/2019). Zur Spielzeit 2019/20 verließ Kömmling Dresden und wechselte zum Zweitligisten VV Grimma. Zudem wurde sie für die Saison 2019/20 mit einem Zweitspielrecht für den Erstligisten Schwarz-Weiss Erfurt ausgestattet, für den sie punktuell in der ersten Bundesliga spielte. Unter anderem wurde sie bei den Spiel gegen den SSC Palmberg Schwerin am 23. November 2019 und beim Thüringenderby gegen den VfB Suhl LOTTO Thüringen am 21. Dezember 2019 eingesetzt. Im DVV-Pokal 2019/20 kam es zu einem Kuriosum, da Kömmling mit den VV Grimma am 1. November 2019 auf ihren „Zweitverein“ Schwarz-Weiss Erfurt traf. Nach fünf Sätzen konnte sich die höherklassigen Erfurterinnen durchsetzen. Mit dem VV Grimma belegte sie zum Zeitpunkt des Saisonabbruchs in der Südstaffel der 2. Bundesliga 2019/20 den ersten Platz. Nach einem fünften Platz mit Grimma in der Folgesaison wechselte Kömmling 2021 zum Erstligisten USC Münster.
Kömmling spielte zwischen 2014 und 2019 auch Beachvolleyball auf verschiedenen Jugendmeisterschaften.